# Necker (Hawaii)
L'Isola di Necker (in hawaiano: Mokumanamana) fa parte delle Isole Hawaii nordoccidentali. È localizzata nell'Oceano Pacifico, 249 km a nordovest di Nihoa e a 13 km a nord del Tropico del Cancro.
Comprende importanti siti archeologici preistorici della cultura hawaiana ed è parte dell'Hawaiian Islands National Wildlife Refuge, all'interno del Northwestern Hawaiian Islands National Monument.
L'ufficio del censimento degli Stati Uniti d'America riporta che l'area totale dell'isola è di 182 890 m² L'isola si presenta rocciosa, ripida ai lati e con poco suolo fertile. Il suo punto più alto raggiunge 84 m s.l.m. e deve il suo nome a Jacques Necker, il ministro della finanza di Luigi XVI.

## Storia

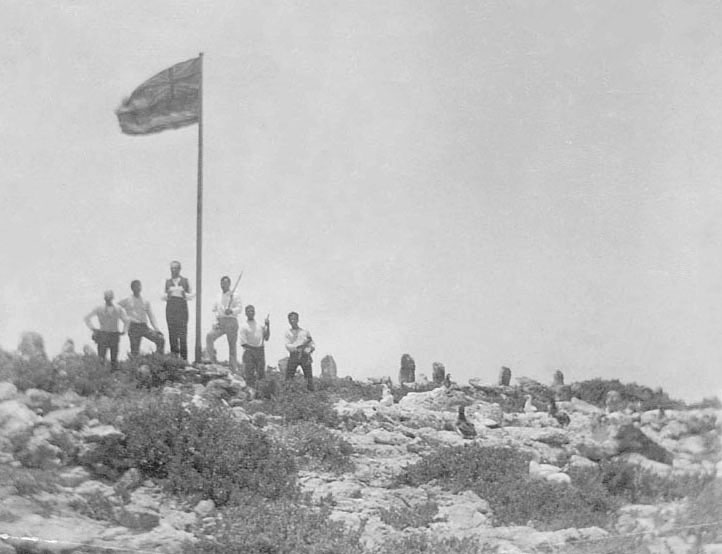
Annessione dell'isola da parte del Governo Provvisorio delle Hawaii, 27 maggio 1894

Sono stati trovati pochi cenni di una permanenza umana prolungata, tuttavia l'isola comprende 33 manufatti di pietra simili a quelli trovati sulle altre principali isole delle Hawaii. Per questa ragione molti antropologi credono che l'isola potesse essere un sito cerimoniale e religioso. In base ai miti e alle leggende del popolo di Kauai, che si trova a sudest, l'isola di Necker era l'ultimo rifugio conosciuto di una razza di mitici "piccoli uomini" chiamati Menehune. Secondo la leggenda, i Menehune si stabilirono su Necker dopo essere stati scacciati da Kauai dai più forti Polinesiani e costruirono conseguentemente le varie strutture di pietra presenti in quel luogo.
Le prime visite sull'isola si crede siano iniziate poche centinaia di anni dopo che le principali isole delle Hawaii vennero abitate, e finirono poche centinaia di anni prima del contatto con gli Europei.
L'esploratore francese Jean-François de La Pérouse fu il primo Europeo a visitare l'isola nel 1786. Lisola è così chiamata in onore di Jacques Necker. L'isola principale e le isolette circostanti vennero annesse nel 1894 dal Governo Provvisorio delle Hawaii.
Per via dell'utilizzo dell'isola come un luogo cerimoniale e religioso da parte degli antichi Hawaiani, l'isola venne aggiunta nel 1988 al Registro Nazionale dei Luoghi Storici.

## Letture aggiuntive
- Evenhuis, Neal L. (ed.); Eldredge, Lucius G. (ed.) (2004). Natural History of Nihoa and Necker Islands. Bishop Museum Bulletin in Cultural and Environmental Studies; No. 1. Honolulu, Hawaii: Bishop Museum Press. ISBN 1-58178-029-X.
- "Necker Island". The Columbia Gazetteer of North America. Columbia University Press. 2000. Archived from the original on 2002-03-29.